# レッドガオ
レッドガオは、かつてグレープカンパニーに所属していた日本のお笑いコンビ。共に兵庫県神戸市出身。

## メンバー
赤壁 裕樹（あかかべ ゆうき、1987年4月14日 - ）（38歳）
ツッコミ・ネタ作り担当。
身長178 cm、体重70 kg。血液型はA型。足のサイズ27 cm。
趣味はフットサル、格闘技、銭湯・サウナ巡り（杉並、中野、渋谷、新宿近辺のスーパー銭湯を巡っている）、岩盤浴。
特技はサッカー、格闘技。
玉掛、フォークリフト、移動式クレーン、アーク溶接、ガス溶接、小型車両系建設機械、製図検定、柔道初段、家庭科検定四級、普通自動車・中型自動二輪の免許を持っている。
ネタはサウナに入っている時に考えることがある。

REOTO（レオト、1987年10月2日 - ）（37歳）
ボケ・パフォーマー担当。
身長176 cm、体重55 kg。血液型はA型。足のサイズ26.5 cm。
本名：井上 玲央人（いのうえ れおと）
趣味は草野球、スキムボード、バス釣り、カラオケ、エチュード。
特技は野球、スキムボード、歌、ものまね（主にEXILE、三代目J Soul Brothers、GENERATIONSなど。HIROやATSUSHIから公認されている）。
玉掛け、フォークリフト、移動式クレーン、アーク溶接、ガス溶接、小型車両系建設機械、製図検定、柔道初段、家庭科検定四級、普通自動車・中型自動二輪の免許を所持している。
中学時代に『Song for you』を聴いて以来のEXILEファン。ライブにも個人的に行っている。
ダンスのレッスンを受けたことがなく、独学で学んだという。相方・赤壁曰く「『ポテンシャルだけでやってきた』と言いたいだけ」。
メキシコでの2週間に渡る海外ロケ中に、日本で自分のなりすましが現れSNSで女性をナンパし続けて事務所にクレームが来るまでの騒ぎになり、自分は全く電波の入らないメキシコの山奥にいてそのことを知らず、帰国してから電波の入る場所で携帯を見たらマネージャーと赤壁がLINEで物凄くやり取りをしていた。
赤壁曰くかなりの天然で、30になる前まで素うどんを「お酢の入ったうどん」だと思っていた。また、小学校時代に食中毒のO-157が流行しており、高校時代にSARSが流行っていた頃に全く流行っていないO-152にかかっていた。

## 来歴
隣同士の地域に住み、別々の小学校に通っていた井上と赤壁は塾が同じだったことで初めて出会い、進学した高校で同級生として再会した。
井上は歌手を目指して上京し、18歳の頃にエイベックスのアーティストアカデミーにボーカル専攻で2年間通っていた。その時期に入ってきた歌の上手い子に「こういう子が人前で歌って、ご飯食っていくんだ」と思い、歌手になる道を諦めた。赤壁は高校卒業後、地元の工場で4年間勤務していたが井上にお笑いの道へ誘われ、半年ほど悩んだ末に井上の誘いへ応じ退職後に上京した。
コンビ名は、事務所の先輩であるサンドウィッチマンが考案したのが由来。
2024年7月5日を以て解散。

## 芸風
本家からの公認を受けたEXILEのパフォーマンスをネタに取り入れたハイテンション芸や、スポーツを題材としたネタを得意とする。
M-1グランプリでは2015～2016年および2022年は1回戦敗退、2017～2020年は2回戦進出。

## 出演
- アメトーーク!（テレビ朝日）『ザキヤマ&フジモンがパクりたい-1グランプリ』2016年12月30日[4]
- 有田ジェネレーション（TBS）2017年5月10日
- とんねるずのみなさんのおかげでした（フジテレビ）2017年5月18日
- ウチのガヤがすみません!（日本テレビ）2018年7月18日、8月8日
- 爆笑!スライダー（TBS）2018年10月15日[8]